# Wetzlar
Wetzlar és una ciutat alemanya situada a la vora del riu Lahn, al Land de Hessen. La població se situa per sobre dels 51.500 habitants (que són més de 500.000 a l'aglomeració).
És un dels centres de l'economia a Hessen, basada en l'òptica. Multinacionals com Minox, Buderus i Leica, tenen la seva seu executiva a Wetzlar, així com les filials de Philips i Siemens. La ciutat es troba al Circuit alemany de l'entramat de fusta per causa del seu patrimoni ric d'edificis amb entramat de fusta.
Garbenheim és un dels 8 districtes. En la història de les tribulacions del jove Werther és una ciutat fictícia casa Gavilla nom indica Wahlheim.

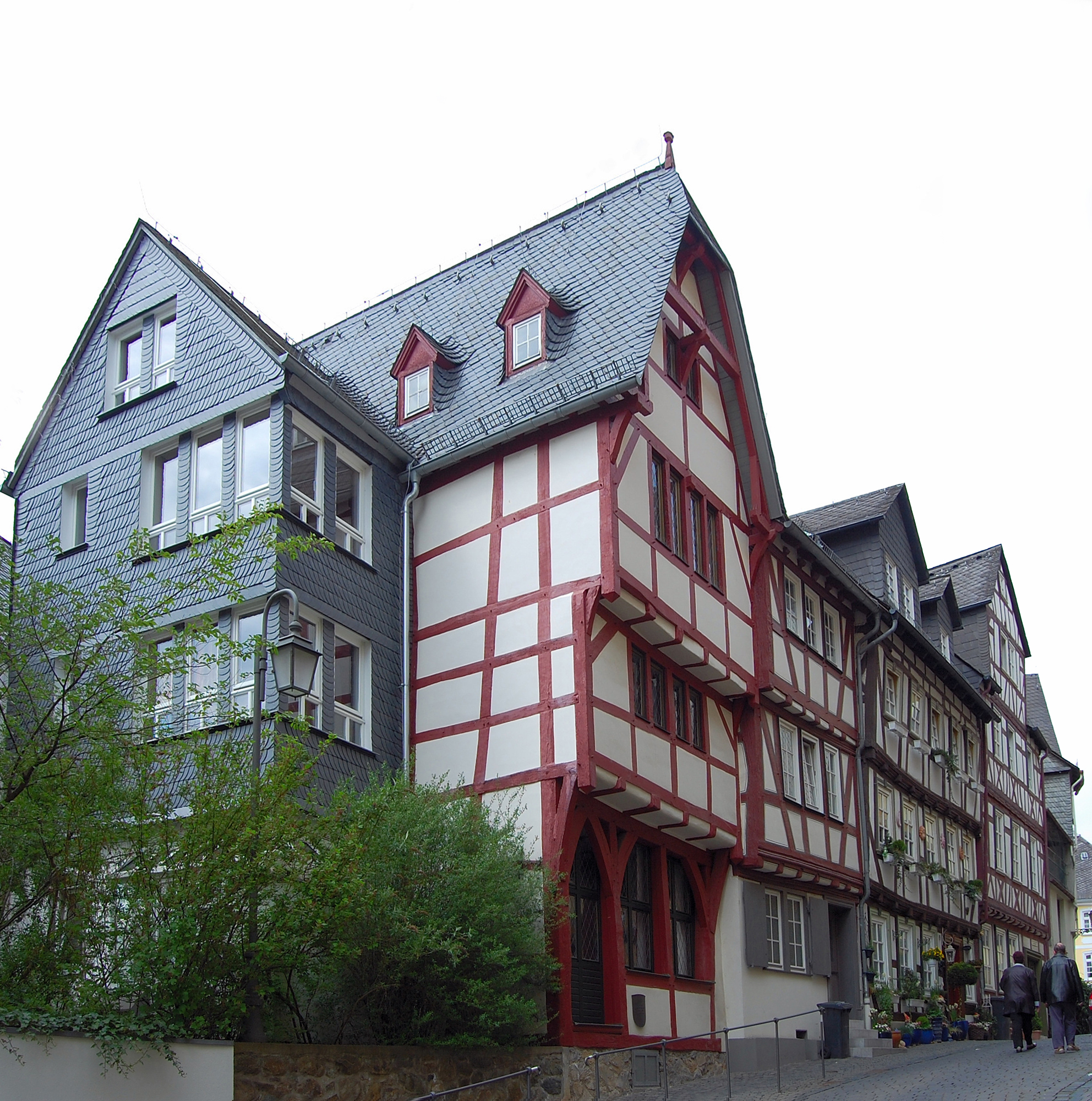
El Wandständerbau

## Fills il·lustres
- Ludwig Christian Erk (1807-1883) músic.

## Ciutats agermanades
- Avinyó, França
- Siena, Itàlia
- Colchester, Anglaterra
- Písek, República Txeca
- Ilmenau, Alemanya
- Neukölln, Alemanya
- Schladming, Àustria
- Windhoek, Namíbia
- Tarragona, Catalunya
- Tortosa, Catalunya